# Алёхново (Московская область)
Алёхново — деревня в Бужаровском сельском поселении Истринского района Московской области. Население — 280 чел. (2010). С Истрой связано автобусным сообщением (автобус № 32).
Находится примерно в 13 км на север от Истры, высота над уровнем моря — 188 м.
Основана в 1935 года жителями прежней деревни Алёхново, попавшей в зону затопления при строительстве Истринского водохранилища.

## Население
| 2002 | 2006 | 2010 |
| ---- | ---- | ---- |
| 284  | ↘276 | ↗280 |

## Известные люди
В деревне на своей даче в 2011 году умер писатель Александр Виноградов.